# Foreste spinose del Deccan
Le foreste spinose del Deccan sono un'ecoregione dell'ecozona indomalese, definita dal WWF, che si estende attraverso l'India e l'estremità meridionale dello Sri Lanka (codice ecoregione: IM1301). In passato quest'area era ricoperta da una foresta decidua secca tropicale, della quale rimangono ormai piccole sacche isolate. Attualmente la vegetazione consiste soprattutto da foreste di tipo arbustivo spinoso tropicale meridionale, costituite da aree boschive aperte con alberi spinosi caratterizzati da tronco breve e da basse chiome ramificate, boscaglie xerofile e spinose e praterie aride. Questo è l'habitat prediletto dell'otarda indiana e dell'antilope cervicapra, anche se queste due specie, così come molte altre che vivono in queste zone, sono fortemente diminuite di numero. In passato la stessa zona ospitava un gran numero di elefanti e di tigri. Qui sono state censite quasi 350 specie di uccelli. Le poche zone di vegetazione originaria rimaste sono minacciate dal pascolo eccessivo e dalle erbe invasive, ma fortunatamente vi è un certo numero di piccole aree protette che forniscono riparo agli animali selvatici.

## Territorio
Questa ecoregione ricopre le zone aride dell'altopiano del Deccan, che si estendono attraverso gli stati indiani di Maharashtra, Telangana, Karnataka, Andhra Pradesh e Tamil Nadu fino alla Provincia Settentrionale dello Sri Lanka. Oggi rimangono solamente piccole sacche di habitat naturale, in quanto la maggior parte della regione è stata disboscata per creare zone adatte al pascolo.
La piovosità annua è inferiore a 750 mm, che cadono tutti durante la breve stagione delle piogge, e l'area non riceve neanche una goccia d'acqua nel periodo che va da novembre ad aprile. Durante i mesi più caldi, le temperature possono superare i 40 °C.

## Flora

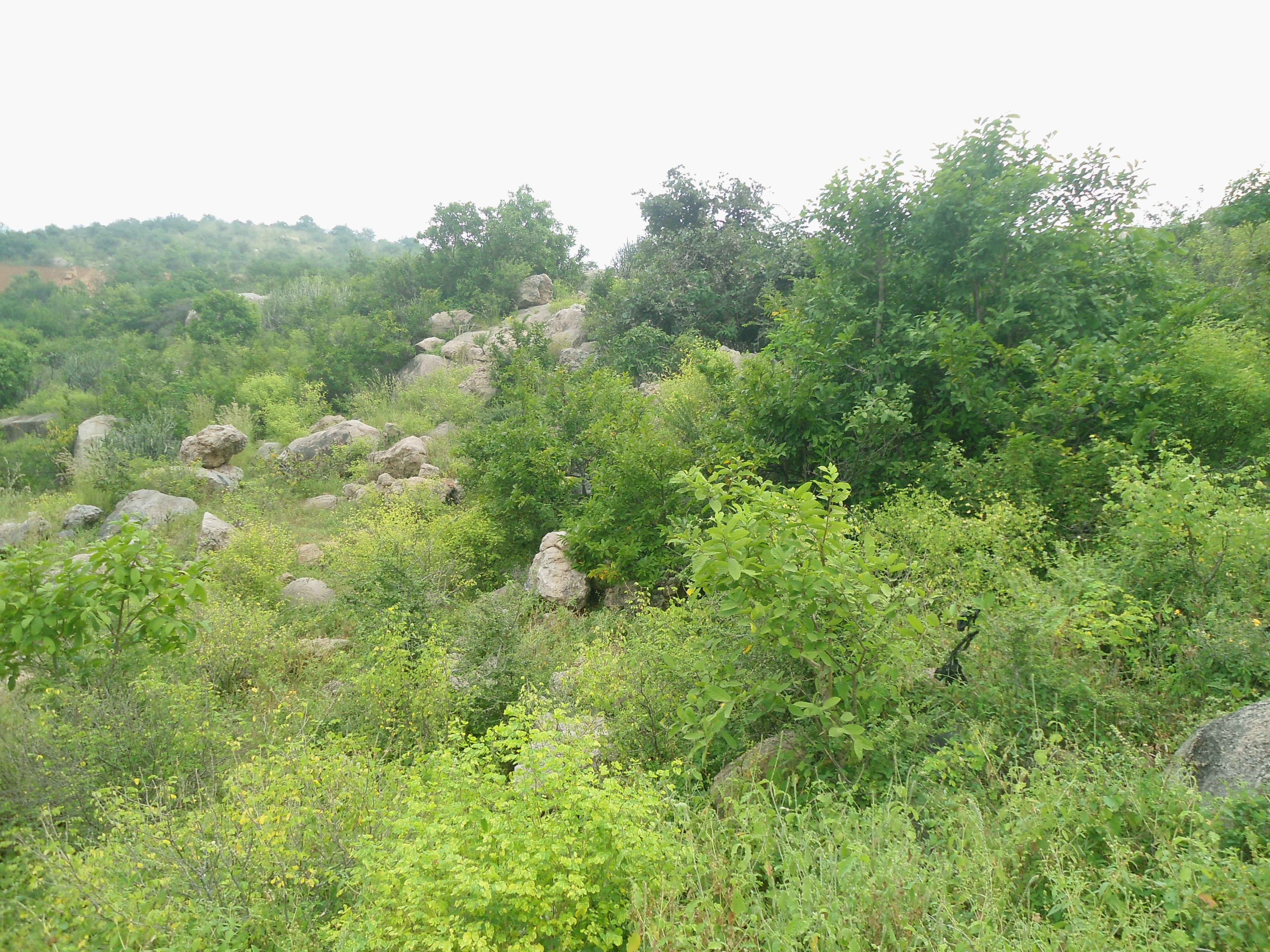
Foresta di arbusti a Mastyagiri (Telangana).

Oggi le foreste rimaste sono per lo più di tipo arbustivo spinoso tropicale meridionale e comprendono anche sacche di vegetazione originaria, costituita da foreste decidue secche tropicali. Le foreste arbustive spinose tropicali meridionali sono costituite da una bassa vegetazione aperta con alberi spinosi caratterizzati da tronchi brevi e corone basse e ramificate che raramente si incontrano a formare una volta chiusa. Gli alberi crescono fino a raggiungere un'altezza di 6-9 metri. Tra le specie erbacee tipiche dell'ecoregione ricordiamo Chrysopogon fulvus, Heteropogon contortus, Dichanthium foveolatum, Aristida setacea e specie del genere Dactyloctenium.
Il secondo strato delle foreste arbustive spinose del Maharashtra è scarsamente sviluppato e consiste prevalentemente in specie xerofile e spinose, per lo più di tipo arbustivo. È possibile individuare anche uno strato inferiore mal definito durante la breve stagione delle piogge. Le specie vegetali che dominano in queste foreste sono Acacia spp., Balanites roxburghii, Cordia myxa, Capparis spp., Prosopis spp., Azadirachta indica, Cassia fistula, Diospyros chloroxylon, Carissa carandas e Phoenix sylvestris. All'interno di queste foreste si trovano anche altri tipi di habitat.
Le aree più aride e rocciose dell'ecoregione sono ricoperte da una boscaglia dove prevalgono le specie di Euphorbia. In queste aree il suolo è generalmente spoglio; tuttavia, durante la breve stagione del monsone, possono crescervi alcune specie erbacee.
Le parti dell'ecoregione che ricadono entro i confini del Tamil Nadu ricevono perfino una quantità di precipitazioni inferiore, e qui la vegetazione è costituita soprattutto da rade foreste spinose di Acacia planifrons, dalle chiome ad ombrello.
Le zone di foresta rimaste sono anche la dimora di un gran numero di piante che rivestono importanza dal punto di vista medico o botanico, come una cicadina endemica (Cycas beddomei) e Psilotum nudum. Una piccola sacca di alberi di Shorea roxburghii si trova all'interno della foresta di Chittoor, protetta dal Dipartimento delle Foreste dell'Andhra Pradesh.
Infine, l'area situata tra le Nallamala e le Seshachalam Hills è nota per la presenza del sandalo rosso (Pterocarpus santalinus), una rara specie endemica di albero che viene utilizzata per il potere medicinale del suo legno.

## Fauna
Le aride praterie che ricoprono la maggior parte dell'ecoregione forniscono rifugio alla fauna nativa, che popola l'ecoregione con popolazioni sparse. Le praterie dell'Andhra Pradesh meridionale ospitano una popolazione consistente di otarda indiana (Ardeotis nigriceps) e antilope cervicapra (Antilope cervicapra), purtroppo in costante diminuzione.
In passato le foreste ospitavano tre specie di grandi mammiferi, la tigre del Bengala (Panthera tigris tigris), l'elefante indiano (Elephas maximus indicus), che potrebbe essere addirittura scomparso dalla regione, e il nilgau (Boselaphus tragocamelus).
L'ecoregione ospita 96 specie di mammiferi, di cui tre considerate endemiche: il pipistrello a foglia rotonda indiano (Hipposideros lankadiva), il ratto di Kondana (Millardia kondana) e il ratto di Elvira (Cremnomys elvira). Tra le altre specie minacciate presenti in queste foreste ricordiamo la tigre, il gaur (Bos gaurus), il cuon (Cuon alpinus), l'orso labiato (Melursus ursinus), l'antilope quadricorne (Tetracerus quadricornis) e l'antilope cervicapra (Antilope cervicapra).
Le foreste spinose del Deccan sono la dimora di una grande varietà di uccelli, quasi 350 specie, tra le quali alcune considerate quasi endemiche: il corrione di Jerdon (Rhinoptilus bitorquatus), il gallo di Sri Lanka (Gallus lafayettii) e il barbetto frontegialla (Psilopogon flavifrons). Tra queste, il corrione di Jerdon è considerato in pericolo critico di estinzione e venne riscoperto in questa ecoregione nel 1986 dopo essere stato avvistato per l'ultima volta nel 1900. In questa ecoregione si possono trovare anche altre specie in pericolo critico, come il florican minore (Sypheotides indicus) e l'otarda indiana.

## Conservazione
Le aree boschive decidue rimaste continuano ad essere distrutte per creare nuove aree da pascolo, mentre i pascoli che sono già stati creati sono a loro volta minacciati dal sovrasfruttamento e dalle specie erbacee invasive. Fortunatamente, sopravvive tuttora una vasta area di foresta naturale nel sud dell'Andhra Pradesh ed esistono nella regione undici aree protette, ma tutte di piccola estensione: la più estesa è quella del Santuario degli Uccelli di Rollapadu, creata per garantire protezione all'otarda indiana nei pressi di Nandikotkur nel Distretto di Kurnool (Andhra Pradesh).